# Ferdinand Šerbelj
Ferdinand Šerbelj, slovenski umetnostni zgodovinar, * 18. marec 1949, Zgornje Prebukovje.
Iz umetnostne zgodovine je 1974 diplomiral in leta 2000 doktoriral na Filozofski fakulteti v Ljubljani. Karierno je deloval kot muzejski svetnik in kustos Narodne galerije Slovenije. Njegova področja delovanja so starejša obdobja likovne umetnosti, zlasti baroka ter krščanske ikonografije. Je sodni izvedenec in cenilec za likovno umetnost in likovno umetnost 20. stoletja.

## Življenje in delo
Ferdinand Šerbelj (rojen 1949 v Zgornjem Prebukovju, Šmartno na Pohorju) se je leta 1968 izučil za avtokleparja. Mladost je preživel v Slovenski Bistrici, od leta 1969 pa stalno živi v Ljubljani. Leta 1974 je diplomiral na ljubljanski Filozorski fakulteti z nalogo o baročnem slikarju Antonu Cebeju in zanjo prejel študentsko Prešernovo nagrado. Leta 2000 je na Filozorski fakulteti doktoriral z disertacijo o baročnem slikarstvu na Goriškem. Od leta 1977 do upokojitve je bil zaposlen v Narodni galeriji kot kustos za terenske študije, od leta 2008 je muzejski svetnik, od 2011 pa sodni izvedenec in cenilec za likovno umetnost ter likovno umetnost 20. stoletja.
Študijsko se je izpopolnjeval v Benetkah, Padovi in Münchnu. Pomembnejši rezultati njegovega dela so ureditev baročne zbirke v Brežiškem gradu (1975), razstave Baročni slikar Anton Cebej (1991), Nicola Grassi (1992), Križev pot Antona Cebeja v okviru tradicije (1994), Antonio Paroli 1688-1768 (1996), Anton Postl, dolenjski baročni slikar (1997), Baročno slikarstvo na Goriškem (2002), Umetniška zbirka Gornjesavskega muzeja Jesenice (2003), Mecen in njegov slikar vabita v Bistriški grad: Franz Ignaz Flurer, baročni freskant in krajinar (2008), Izzvenevanje nekega obdobja: Oris poznobaročnega slikarstva na Kranjskem (2011). Je soavtor Vodnika po Narodni galeriji (2005: 17. in 18. stol.) in razstave Upodobitve Ljubljanskih škofov (2007). Izdal je monografije Sveti Primož nad Kamnikom (1995), Žalostna gora nad Mokronogom (1999), Bistriški grad (2005) in Baročne Groblje (2008). Zbral, uredil in oblikoval je dva zbornika občine Slovenska Bistrica (1982 in 1990). Organiziral je mednarodni simpozij Barok na Goriškem (2002) in zatem uredil dvojezični simpozijski zbornik (2006). Je član strokovnega uredniškega odbora revije Arte in Friuli - Arte a Trieste in član umetnostnih komisij za restavratorske posege na umetninah. Leta 2017 je postal direktor Kulturnega društva evropski kulturni center Sv. Martin Tourski - Slovenija.
Leta 2019 je prejel nagrado Izidorja Cankarja.
Veliko predava in sodeluje na simpozijih. Izvaja ekskurzije doma in v tujini. Njegove specialne teme zanimanja so tudi prva svetovna vojna, zlasti soško bojišče, heraldika in bonton.